# Фрешне
Фрешне́ (фр. Freychenet) — коммуна во Франции, находится в регионе Юг — Пиренеи. Департамент коммуны — Арьеж. Входит в состав кантона Фуа-Рюраль. Округ коммуны — Фуа.
Код INSEE коммуны — 09126.

## Население
Население коммуны на 2008 год составляло 98 человек.
| 1962 | 1968 | 1975 | 1982 | 1990 | 1999 | 2008 |
| ---- | ---- | ---- | ---- | ---- | ---- | ---- |
| 31   | 94   | 83   | 76   | 66   | 83   | 98   |

## Экономика
В 2007 году среди 59 человек в трудоспособном возрасте (15—64 лет) 42 были экономически активными, 17 — неактивными (показатель активности — 71,2 %, в 1999 году было 65,0 %). Из 42 активных работали 36 человек (19 мужчин и 17 женщин), безработных было 6 (4 мужчины и 2 женщины). Среди 17 неактивных 3 человека были учениками или студентами, 11 — пенсионерами, 3 были неактивными по другим причинам.